# Jabalpur
Jabalpur (in hindi जबलपुर) è una suddivisione dell'India, classificata come municipal corporation, centrale di 951 469 abitanti, capoluogo del distretto di Jabalpur e della divisione di Jabalpur, nello stato federato del Madhya Pradesh. In base al numero di abitanti la città rientra nella classe I (da 100 000 persone in su).

## Geografia fisica
La città è situata a 23° 10' 0 N e 79° 57' 0 E e ha un'altitudine di 410 m s.l.m.

## Società

### Evoluzione demografica
Al censimento del 2001 la popolazione di Jabalpur assommava a 951 469 persone, delle quali 496 829 maschi e 454 640 femmine. I bambini di età inferiore o uguale ai sei anni assommavano a 112 446, dei quali 59 104 maschi e 53 342 femmine. Infine, coloro che erano in grado di saper almeno leggere e scrivere erano 710 855, dei quali 394 094 maschi e 316 761 femmine.